# Edward John Payne
Edward John Payne (* 22. Juli 1844; † 26. Dezember 1904)  war ein britischer Neuzeithistoriker und Anwalt, der sich vor allem mit Kolonialgeschichte befasste.
Payne besuchte die Royal Grammar School in High Wycombe und studierte alte Sprachen und Literatur an der Universität Oxford (Magdalen Hall, Charsley's Hall) mit einem Abschluss mit Bestnoten in Classics (Literae Humaniores) 1871. Er wurde 1872 Fellow des University College in Oxford und wurde 1874 als Anwalt am Lincoln’s Inn zugelassen. Er war Barrister und ab 1883 Recorder (Stadtrichter) in High Wycombe.
Payne spielte die Viola da Gamba und gab auch öffentliche Vorstellungen. 1899 heiratete er Emma Leonora Helena Pertz, die Nichte des Historikers Georg Heinrich Pertz. Zu ihren drei Kindern gehörte die Astronomin Cecilia Payne-Gaposchkin und Humfry Payne. Er wohnte in Wendover (Buckinghamshire). 1904 wurde er unter ungeklärten Umständen ertrunken in einem Kanal bei Wendover gefunden.

## Schriften (Auswahl)
- als Herausgeber: Select Works of Burke, 3 Bände, 1874 bis 1876
- History of European Colonies, 1877
- Voyages of the Elizabethan Seamen to America, 2 Bände, 1893, 1900
- Colonies and Dependencies: India and the Colonies, 1883
- A History of the New World called America, 2 Bände, 1892, 1899
- The Colonies, British Citizen Series, 1902
- Colonies and Colonial Federations, London : Macmillan, 1904

Er trug zur Cambridge Modern History bei (Kapitel The age of discovery und The New World, 1902) und verfasste Artikel für die Encyclopedia Britannica.